# Slag bij Mühlberg
De Slag bij Mühlberg van 24 april 1547 was een grote overwinning van keizer Karel V en de katholieke vorsten van het Heilig Roomse Rijk op de lutherse vorsten verenigd in het Schmalkaldisch Verbond. Door deze veldslag bij Mühlberg in het Duitse keurvorstendom Saksen besliste de keizer de Schmalkaldische Oorlog in zijn voordeel en kwam het Verbond ten einde. De Reformatie in Duitsland kreeg een klap, maar overleefde.

## Geschiedenis
Tijdens de Schmalkaldische Oorlog werden de protestantse vorsten geplaagd door een probleem van leiderschap. Aanvoerders als Filips I van Hessen moesten rekening houden met een raad, die niet tot een akkoord kon komen over de te voeren militaire acties op het slagveld.
Karel V was op dat moment 47 jaar en leed aan jicht, waardoor hij zich soms op een draagberrie moest verplaatsen. Maar tijdens de slag reed hij 21 uur lang rond op een groot oorlogsros, zoals afgebeeld door zijn hofschilder Titiaan. Reeds om middernacht was hij opgestaan om een verrassingsaanval te plannen. De Schmalkaldische strijdkrachten waanden zich nog veilig aan de overkant van de Elbe en spreidden hun kamp uit over meerdere kilometers, terwijl ze de artillerie naar Wittenberg brachten. 
De troepen van Karel V, die vooral bestonden uit Spaanse rekruten en huurlingen, profiteerden van de zware ochtendmist om de rivier over te steken en hun lutherse tegenstander te verschalken. De Schmalkaldische strijdmacht werd volledig bij verrassing genomen en vluchtte weg. De protestantse keurvorst Johan Frederik van Saksen werd tijdens de slag verwond en gevangengenomen. Ook de katholieke vorst Hendrik II van Brunswijk-Wolfenbüttel werd gevangengenomen.
De slag betekende het einde voor het Schmalkaldisch Verbond. Alleen de steden Bremen en Maagdenburg bleven zich nog tegen de keizer verzetten. De steden wisten belegeringen door te keizerlijke troepen te weerstaan en weigerden de aan hen opgelegde boetes te betalen.
De door het verbond gevangengenomen katholieke Hendrik IX van Brunswijk-Wolfenbüttel werd vrijgelaten en hersteld als hertog van Brunswijk-Wolfenbüttel. Maurits van Saksen kreeg de gebieden van Johan Frederik in bezit en werd daarmee keurvorst.

## Voetnoten
1. ↑  Geoffrey Parker, Emperor. A New Life of Charles V, 2019, p. 326-327